# Live at Donington (álbum de Iron Maiden)
| Críticas profissionais | Críticas profissionais |
| Avaliações da crítica  | Avaliações da crítica  |
| Fonte                  | Avaliação              |
| ---------------------- | ---------------------- |
| allmusic               | [ 1 ]                  |

Live at Donington é um álbum ao vivo da banda Iron Maiden, gravado no Donington Park, Inglaterra.

## Faixas
Todas as canções foram compostas por Steve Harris, excetuando-se as anotadas.

### Versão original

#### Disco 01
1. "Be Quick or Be Dead" (Bruce Dickinson, Janick Gers)
2. "The Number of the Beast"
3. "Wrathchild"
4. "From Here to Eternity"
5. "Can I Play with Madness" (Dickinson, Adrian Smith, Harris)
6. "Wasting Love" (Dickinson, Gers)
7. "Tailgunner" (Dickinson, Harris)
8. "The Evil That Men Do" (Dickinson, Smith, Harris)
9. "Afraid to Shoot Strangers"
10. "Fear of the Dark"

#### Disco 2
1. "Bring Your Daughter...To the Slaughter" (Dickinson)
2. "The Clairvoyant"
3. "Heaven Can Wait"
4. "Run to the Hills"
5. "2 Minutes to Midnight" (Dickinson, Smith)
6. "Iron Maiden"
7. "Hallowed Be Thy Name"
8. "The Trooper"
9. "Sanctuary" (Paul Di'Anno, Dave Murray, Harris)
10. "Running Free" (Di'Anno, Harris)

### Versão remixada (1998)

#### Disco 1
1. "Be Quick or Be Dead"
2. "The Number of The Beast"
3. "Wrathchild"
4. "From Here to Eternity"
5. "Can I Play With Madness?"
6. "Wasting Love"
7. "Tailgunner"
8. "The Evil That Men Do"
9. "Afraid To Shoot Strangers"
10. "Fear of The Dark"
11. "Bring Your Daughter...To The Slaughter"
12. "The Clairvoyant"
13. "Heaven Can Wait"
14. "Run To The Hills"

### Disco 2
1. "2 Minutes To Midnight"
2. "Iron Maiden"
3. "Hallowed Be Thy Name"
4. "The Trooper"
5. "Sanctuary"
6. "Running Free"

## Créditos
- Bruce Dickinson – vocais
- Dave Murray – guitarra
- Janick Gers – guitarra
- Steve Harris – baixo
- Nicko McBrain – bateria
- Adrian Smith - guitarra (participação especial em "Running Free")